# St Austell River
Der St Austell River ist ein 20,8 Kilometer langer Fluss in Cornwall in England. Sein Einzugsgebiet beträgt 37,47 Quadratkilometer.

## Verlauf
Der St Austell River entspringt am Südrand des Hensbarrow Beacon, der höchsten Erhebung des Hensbarrows. Die erste Ortschaft, die er passiert, ist Carthew im Parish Treverbyn. Etwa in der Mitte seines Laufes liegt an seinem östlichen, linken Ufer der Stadtkern des namensgebenden St Austell. Hier fließt ihm von Westen der Gover Stream zu. Als Nächstes erreicht er das Parish Valley of Pentewan. In diesem Abschnitt wird er begleitet von einem Radweg, der auf der Trasse der ehemaligen Pentewan Railway angelegt wurde. Beim Weiler London Apprentice mündet von Westen der Polgooth Stream, der bedeutendste seiner Zuflüsse. Schließlich erreicht er das Hafenstädtchen Pentewan, wo er in die zum Ärmelkanal zählende Megavissey Bay mündet.

## Zustand
Der Oberlauf des St Austell Rivers führt durch eine stark durch den Abbau von Kaolin geprägte Landschaft. Der hellen Farbe des Gesteins verdankt er seinen Zweitnamen White River, das bedeutet Weißer Fluss. Eine ehemals gebräuchliche Bezeichnung war Red River, Roter Fluss, verursacht durch den in der Gegend betriebenen, aber eingestellten Bergbau auf Zinn und Kupfer. 2006 kündigte der Eigentümer Imerys an, in den kommenden Jahren die von ihm benötigten Betriebsflächen für den Kaolin-Tagebau um rund 700 Hektar zu reduzieren. In der Folge konnte damit begonnen werden, das Umfeld am Oberlauf des Flusses zu renaturieren.
Der Unterlauf des Flusses ist begradigt, was zu wiederkehrenden Problemen durch Erosion an den Uferbereichen führt.